# Marilyn ha gli occhi neri
Marilyn ha gli occhi neri è un film italiano del 2021 diretto da Simone Godano.

## Trama
La mitomane borderline Clara Pagani e il nevrotico Diego fanno parte di un centro diurno di riabilitazione per persone disturbate che vengono prese sotto la guida dello psichiatra Paris, il quale più volte le esorta a portare il fuori (la realtà) all'interno (il loro mondo). Per questo, inizialmente invita gli anziani del quartiere al laboratorio di cucina per il pranzo dove Diego prepara loro da mangiare, rispettando, però la sua filosofia: si cucina un piatto solo.
Clara a causa del suo disturbo posta sui social false recensioni di un nuovo ristorante, il Monroe, e ne informa Diego il quale decide di trasformare il centro nel ristorante anche nel tentativo di recuperare il suo rapporto con la figlia che è stata data in affido esclusivo alla ex moglie.
Clara, inizialmente restia, accetta e nel progetto vengono coinvolti anche gli altri pazienti del centro: Sosia, che è convinto che tutte le persone siano sosia in quanto il vero io è altrove, Susanna, che soffre della sindrome di Tourette, Chip, che crede di esser spiato e Gina, una ragazza con disturbi relazionali.
Incredibilmente, l'apertura del ristorante fa il tutto esaurito con i clienti attirati sia dalle false recensioni del locale sia dallo spettacolo del personale in servizio. Ad una serata nella quale è presente anche la figlia di Diego, Clara lo bacia ma lui la respinge, la ragazza delusa scatena il panico nel locale dove nel frattempo era giunta la polizia, intervenuta per verificare che il locale fosse in regola.
I due, arrestati, vengono poi rilasciati grazie all'intercessione di Paris il quale, comunque, allontana Clara dal centro. Diego, invece, nel frattempo riceve delle offerte lavorative in ristoranti di lusso ma non è soddisfatto perché ritiene che manchi sempre qualcosa, ovvero l'amica Clara che lo aveva apprezzato sempre con tutti i suoi difetti.
Diego, allora, va dalla ragazza e le confessa il suo amore e i due si baciano.

## Produzione
Le riprese sono state fatte a Roma tra il 2 novembre e il 19 dicembre 2020.
Miriam Leone, che ha gli occhi verdi, ha recitato con le lenti a contatto scure, come vuole il titolo del film.

## Colonna sonora
Il brano dei titoli di coda è Nei tuoi occhi, musica di Andrea Farri, scritto e cantato da Francesca Michielin.

## Promozione
Il primo trailer del film è stato diffuso il 16 settembre 2021.
In televisione è stato trasmesso su RAI 1 in prima visione assoluta il 1º novembre 2023.

## Distribuzione
Presentato in anteprima il 2 ottobre 2021 al Bif&st di Bari, il film è stato distribuito nelle sale cinematografiche italiane a partire dal 14 ottobre 2021.

## Riconoscimenti
- 2022 - David di Donatello
  - Candidatura per la Migliore canzone originale a Nei tuoi occhi, musica di Francesca Michielin e Andrea Farri, testo e interpretazione di Francesca Michielin.[6]
- 2022 - Nastro d'argento
  - Candidatura per la Migliore canzone originale a Nei tuoi occhi.[7]
- 2022 – Premio Flaiano
  - Premio della giuria a Stefano Accorsi.[8]
- 2022 - Ciak d'oro
  - Miglior attore a Stefano Accorsi
  - Candidatura a miglior film
  - Candidatura a miglior attrice a Miriam Leone
  - Candidatura a migliore canzone originale a Francesca Michielin[9][10]
- 2022 - Globo d'oro
  - Miglior commedia[11]